# Jan Vytrval
Jan Vytrval (8 maggio 1998) è un combinatista nordico ceco.

## Biografia
Attivo in gare FIS dal gennaio del 2015, Vytrval ha esordito in Coppa del Mondo il 4 dicembre 2016 a Lillehammer (54º) e ai Campionati mondiali a Lahti 2017, dove si è classificato 48º nel trampolino normale e 11º nella gara a squadre dal trampolino normale. Ai successivi Mondiali di Seefeld in Tirol 2019 è stato 37º nel trampolino normale, 36º nel trampolino lungo, 9º nella gara a squadre dal trampolino normale e 10º nella sprint a squadre dal trampolino lungo, mentre a quelli di Oberstdorf 2021 si è classificato 27º nel trampolino normale, 22º nel trampolino lungo, 8º nella gara a squadre e 7º nella sprint a squadre; l'anno dopo ai XXIV Giochi olimpici invernali di Pechino 2022, suo esordio olimpico, si è piazzato 26º nel trampolino normale, 18º nel trampolino lungo e 7º nella gara a squadre. Ai Mondiali di Planica 2023 è stato 25º nel trampolino normale, 27º nel trampolino lungo e 9º nella gara a squadre e a quelli di Trondheim 2025 si è classificato 25º nel trampolino normale, 22º nel trampolino lungo e 10º nella gara a squadre mista.

## Palmarès

### Mondiali juniores
- 2 medaglie:
  - 2 bronzi (gara a squadre a Park City 2017; 5 km a Kandersteg/Goms 2018)

### Coppa del Mondo
- Miglior piazzamento in classifica generale: 41º nel 2022